# رالف إي. تشرتش
رالف إي. تشرتش هو محامي وسياسي أمريكي، ولد في 5 مايو 1883 في مقاطعة فيرميليون في الولايات المتحدة، وتوفي في 21 مارس 1950 في واشنطن العاصمة في الولايات المتحدة. نشط حزبياً في الحزب الجمهوري. وقد انتخب عضو مجلس نواب إلينوي ‏ (1916 – 1916) وانتخب عضو مجلس النواب الأمريكي ‏.